# تمثال الدب وشجرة الفراولة
تمثال الدب وشجرة الفراولة (بالإسبانية: "El Oso y el Madroño") هو تمثال من النصف الثاني من القرن العشرين، يقع في مدينة مدريد الإسبانية. ويمثل شعار النبالة لمدريد ويوجد على الجانب الشرقي من ساحة بويرتا ديل سول الكائنة في قلب مدريد، بين كالي دي الكالا وكارير دي سان جيرونيمو، في المركز التاريخي للعاصمة.

## التاريخ
التمثال هو عمل النحات Antonio Navarro Santafé [الإنجليزية]  (1906-1983) وافتتح في عام 1967. تم الترويج لها من قبل قسم الثقافة في مجلس مدينة مدريد، الذي أراد تمثيل الرموز البارزة للمدينة وإسبانيا مع نصب تذكاري.
كان أول ظهور لدب بري وشجرة فراولة على شعار المدينة في القرن الثالث عشر. في السابق، كان يدمج فقط دبًا في موقف عابر، حتى تم استبداله في القرن المذكور بالشخصين الحاليين. مع هذا التغيير، أرادوا أن يرمزوا إلى القرار الذي اعتمدته البلدية وفصل الكهنة والمستفيدين بعد دعوى طويلة حول السيطرة على المراعي والأشجار.
كان التمثال دائمًا في بويرتا ديل سول ، ولكن في موقعين مختلفين داخل الساحة. قبل عام 1986، كانت تقع في الجانب الشرقي منه، على مقربة من المبنى بين Calle de Alcalá و Carrera St. Jerónimo . في ذلك العام ، تم نقله إلى واجهة شارع كارمن لإصلاح الساحة وإعادة تشكيلها، التي روج لها العمدة إنريكي تيرنو جالفان. في سبتمبر 2009، مع التجديد المتكامل للساحة التي روج لها ألبرتو رويز-جالاردون، عادت إلى موقعها الأصلي.
في سبتمبر 2019، نشرت صحيفة مدريد الصادرة باللغة الإنجليزية `` Madrid Metropolitan '' قصيدة عن رمز المدينة. القصيدة هي 'Recuerdos del Oso de Madrid' للكاتب الأيرلندي الدكتور لندن دنكان الذي كتبها بعد زيارته الأولى إلى مدريد في مايو 2019.

## وصف
تمثال الدب وشجرة الفراولة مصنوع من الحجر والبرونز. يزن حوالي 20 طنًا وبطول 13 قدم (4 م). يرتكز على قاعدة مكعبة من الجرانيت.
يمثل في شكله الواقعي شعار ذراع مدريد، حيث تكون الشجرة أطول من الدب، الذي يستند بكفوفه على الجذع ويوجه انتباهه نحو إحدى الثمار.

## روابط خارجية
- معلومات عامة عن تمثال التمثال في www.madridhistorico.com (الإسبانية)
- معلومات حول حركة التمثال في www.elpais.com (الإسبانية)